# Premianencs morts durant la Guerra Civil (1936- 1939)
Durant la Guerra Civil espanyola molts premianencs d’origen o d’adopció, tots vinculats a Premià de Mar, van perdre la vida per raons directament o indirecta vinculades al conflicte bèl·lic. La majoria van morir al front, en combat o a resultes de ferides provocades per l'enemic. D'altres van morir a causa dels dos bombardejos que va patir la població el 25 d’octubre de 1937 i el 26 de gener de 1939, el dia abans que les tropes franquistes entressin a la població de Premià de Mar. Però un nombre no gens menyspreable va morir a resultes de la repressió que va exercir a Premià de Mar el Comitè Antifeixista local. En aquest cas, parlem d’assassinats, els quals eren motivats per represàlies ideològiques (polítiques, religioses...) o amb l’ànim de “passar comptes” per motius diversos. Tot plegat posa en evidència que en la Guerra Civil no només hi hagué conflicte entre els dos bàndols majoritaris, els republicans i els nacionals, sinó també a la rereguarda, especialment en el bàndol republicà, on les forces anarquistes pretenien dur a terme la revolució.
En el seu llibre Premià de Mar, 1931-1945. República, Guerra Civil i Primer Franquisme (2001) Jordi Amat ens dona les dades globals de víctimes mortals de Premià de Mar represaliades i assassinades durant la Guerra Civil.
Si ens fixem en els criteris de residència a la localitat, veurem que el nombre total de premianencs assassinats va ésser de 13 (10 seglars i 3 religiosos), als quals hem d’afegir 6 persones més (4 seglars i 2 religiosos) que havien nascut a Premià, però que per motius professionals o familiars, residien fora de la nostra població.
Els motius polítics només semblen haver importat en quatre casos, el d’un periodista molt devot, dos exalcaldes i un antic secretari municipal, mentre que la direcció empresarial afectà unes altres tres persones, si bé a algunes d’elles cal afegir-hi el component religiós (haver format part del Patronat, mútues escolars, ésser persona molt religiosa), com és també el cas de l’assassinat del sagristà de la parròquia o, en dos casos, el parentiu amb un religiós, com el pare del capellà de La Salle i el germà d’un sacerdot.A part també podem afegir-hi els dos germans religiosos de La Salle, que havien viscut al col·legi de Premià, i de l'exrector de la parròquia. Tots tres van morir en les destinacions que tenien en esclatar la guerra.
Sovint les víctimes eren tretes de dins de casa i conduïdes amb l’anomenat cotxe fantasma. Després d’un interrogatori podien acabar assassinats o no, com és el cas de Josep Cisa Alsina, que va tenir algunes enganxades amb elements perillosos arran d’haver salvat i ajudat els germans de La Salle perquè marxessin a França. Això li va comportar un munt de garrotades i de problemes, i el tingueren retingut durant un temps. Gràcies al conseller Josep Tarradellas va telefonar a Premià exigint que ningú no toqués ni un pèl d’en Josep Cisa, el van alliberar argüint excuses de tota mena.
Si a aquests dinou assassinats hi afegim el dels tres religiosos residents en altres localitats, més les cinc persones mortes per bombardejos als seus domicilis, obtenim una suma de 27 morts. Jordi Amat ens diu que dels 450 soldats que van marxar a lluitar, uns seixanta van morir al front de la guerra. Això ens deixa una xifra del 13,3% de soldats 2 morts al front. Per tant, a Premià de Mar tenim un total de 87 víctimes a causa del conflicte. Comptant que el total del cens era d’uns 3.800 premianencs, ens surt que el 2,3% de la població van morir a causa de la guerra. Tenim, doncs, identificat un nombre considerable de morts durant la Guerra Civil, els quals van morir per diferents motius: per repressió a la rereguarda (ideològica, política, religiosa, sindical...), per bombardejos i al front de guerra.

## La repressió a la rereguarda: 22 assassinats[6]

### Joan Capdevila Duran
Nascut a Vic (Osona), 45 anys, casat i pare de quatre fills, resident a Premià de Mar. Periodista del diari catòlic barceloní "El Matí", des d'on havia escrit diversos articles detallant alguns aspectes i picabaralles de la gestió municipal que no havien agradat gaire a la majoria d'esquerres de l'Ajuntament de Premià de Mar. Aquestes informacions han estat de gran ajut per tal d'explicar alguns dels moments més importants de la vida política premianenca. Treballava a les oficines de la companyia Transmediterrànea, a Barcelona. Molt religiós, simpatitzava i era propagandista de partits de dreta i col·laborà amb ells durant les eleccions del 16 de febrer de 1936. Els fets de la seva detenció van ser narrats així: “Durant la nit del dia 13 de setembre uns milicians van trucar la porta de casa seva, però ell no obria. Quan va obrir se'l van endur ràpidament; la seva dona el va seguir fins al cotxe, dient que volia anar amb ell, s'abraçaren i s'acomiadaren. Un altre veí explicà que estaven resant el rosari i fins que no van acabar no van obrir la porta. Hi havia tanta por, que ningú del carrer no es va moure”. Va ser assassinat a Font de Sera (Alella) el 13 de setembre de 1936, a causa de possibles induccions per part d'algun component del Comitè de Premià de Mar. La seva defunció consta al registre d'Alella.

### Miquel Moragas Font
Natural de Premià de Mar, 62 anys, vidu amb dues filles, alcalde de Premià durant la Dictadura de Primo de Rivera del 1926 al 1930, persona de dretes, principal accionista de la Casa Roura Indústries i Fundicions SA. També era pràctic del port de Barcelona i capità de la marina mercant. Algú li aconsellà de marxar en un dels vapors als que havia de pujar pel seu ofici de pràctic del port; però ell no va creure mai que la seva trajectòria humana pogués crear-li enemics a Premià, perquè fins i tot havia donat als treballadors de la foneria la seva participació en quantitat important, això sense comptar el que havia fet en l’administració municipal. Segons la Causa General, a la referència “Estado Número 3, Miquel Moragas vivia a Barcelona”, si bé també tenia casa al poble. Va ser detingut a la ciutat comtal pel Comitè Revolucionari de Guerra i traslladat a Premià de Mar, a Can Mayolas (seu del Comitè de Defensa local). Allí va rebre molts turments i a altes hores de la nit del 7 d'octubre de 1936 va ser traslladat en cotxe al Coll de Parpers (Argentona), on l'assassinaren, després ruixaren el cadàver amb gasolina i el cremaren. L'endemà va ser trobat pels seus familiars a una cuneta de la carretera i traslladat a Òrrius (Maresme). Sembla que el comitè de l'empresa Roura s’oposà al seu assassinat; però, malauradament, tres persones relacionades amb el Comitè Local de Defensa van pugnar per la seva mort. La seva defunció consta al registre 3 civil de La Roca (Vallès Oriental). Durant la postguerra Premià de Mar li dedicà una font a la Plaça Nova i un carrer al nucli antic del poble.

### Segismon Serra Arboix
Nat a Sant Hipòlit de Voltregà (Osona). 50 anys, casat. Simpatitzant de la CEDA. Exsecretari de l'Ajuntament de Premià de Mar. El 1936 regentava la secretaria de Sant Llorenç Savall (Vallès Occidental). Detingut durant els primers dies de la revolució pel comitè de Sant Llorenç, el 31 de juliol de 1936 va ser assassinat a la carretera de Barberà del Vallès. La seva mort consta al registre civil de Sabadell (Vallès Occidental).

### Joaquim Vidal Argimón
63 anys, solter i amb tres germanes. Natural de Premià de Mar, mestre d'obres i exalcalde durant la Dictadura de Primo de Rivera. Vivia al carrer de Sant Pau núm. 8. Marxà a Barcelona el desembre de 1936 perquè estava amenaçat de mort, amb l'esperança de poder-se refugiar a casa d'un familiar empleat al Centre de Dependents (CADCI). Però va ser detingut. El 14 de desembre de 1936 va ser assassinat i enterrat a Montcada (identificació núm. 697).

### Enric Casas Pascual
Nascut a Premià de Mar, 46 anys, casat, exercia el càrrec de director d'una fabrica a l'Esquirol (Osona). Va ser assassinat el 17 d'agost de 1936 a Roda de Ter (Osona). La seva defunció consta al registre civil d'aquesta vila.

### Josep Giralt Ferrer
Barcelona 1884, 52 anys, casat i amb quatre fills. Pèrit tèxtil. L'any 1920 havia portat una fàbrica al Poble Nou (Barcelona), on va treballar molt, però la sort no l'acompanyà. El 1930 es quedà sense feina i arribà a Premià de Mar el 25 de març d'aquell any com a nou director de la fàbrica de Can Sanpere (1930-1933). De 1933 a 1936 va fer de viatjant. Simpatitzant de la Lliga, va fer d'interventor a les eleccions de febrer de 1936; membre del Patronat Catequístic i de la Mútua de pares d'alumnes de La Salle. El seu fill ens relata la seva mort: “El pare es trobava descansant a la masia Collet (Llinars del Vallès/Dosrius). El matí del 16 d'agost de 1936 el meu pare havia marxat cap a Premià de Mar a acompanyar les meves germanes, perquè era obligació anar al treball o del contrari es perdia la feina. Després va anar una estona a veure els amics al Jovellanos. Mentrestant els milicians havien pujat a Can Collet a buscar-lo, no ens deixaren trucar al pare per avisar-lo de l'imminent perill que corria si el trobaven a casa. El van detenir durant la nit amb l'excusa que el necessitaven perquè havia d'anar a presentar una declaració a la Generalitat. Els meus oncles Jaume Botey i Victòria Vallès van fer moltes gestions. L'Ajuntament d'Alella tenia algun paper del meu pare”. Va ser detingut per uns individus del Comitè de Granollers i assassinat a Font de Sera (Alella) el 17 d'agost de 1936. L'autor material va ser un milicià i les instigacions del fet van sortir de Premià de Mar. La seva mort consta al registre civil d'Alella. Segons el fill, acabada la guerra “vaig ser citat a la parròquia de Premià de Mar davant de tres sacerdots. Em van dir que tenien a la presó una persona penedida que demanava perdó i volien saber si jo el perdonaria. M'ho vaig haver de pensar una mica, però vaig dir: "Jesús ens va ensenyar que s'ha de perdonar. Em veig obligat a dir que l'he de perdonar, però procureu que no el vegi mai.”

### Josep Rovira Bosch
Natural de Castellar del Vallès (Vallès Occidental), 50 anys, casat i amb tres fills, domiciliat al carrer de l'Aurora núm. 13. Director tèxtil de la fàbrica Serra i Ollé (Vapor Vell). Persona de dretes, president de la Mútua de les Escoles Catòliques. A 2/4 de 7 del 29 d'agost de 1936, mentre era a casa prenent la fresca amb uns veïns, diversos individus armats amb pistoles s’hi presentaren i l'obligaren de mala manera a pujar al cotxe, que duia la ràdio amb el volum molt alt, sota el pretext que havia d'anar a declarar. Va ser assassinat a Font de Sera (Alella), potser amb implicació d'algun individu de Premià. Un membre del Comitè va trucar al seu fill, Àngel Rovira, i el va dur al lloc de l'assassinat. Al cap d'una hora van trobar el cadàver. La seva mort va ser inscrita al registre civil d'Alella el 30 d'agost de 1936.

### Magí Anson Saperas
Resident a Premià de Mar. Casat, pare d'un fill. Treballador de la fabrica La Propagadora del Gas, molt perjudicat durant la guerra, emmalaltí. Reincorporat a la feina no pogué resistir la nova prova i va morir. Informació segons la caixa d’expedients d’orfes i víctimes de la guerra, informe del secretari de 25 d’abril de 1945 (Arxiu Municipal de Premià de Mar).

### Miquel Jover Bertran
Nat a Premià de Mar, 28 anys, solter, dedicat al comerç, veí del carrer de Sant Antoni. Segons les informacions, pertanyia al partit Renovación Espanyola, però realment militava a les Joventuts de la Lliga. Havent quedat orfe (1925) se l'afillaren els seus oncles, bidells de l'Escola de Teixits de Canet de Mar (Maresme). Va estudiar peritatge mercantil, feia de representant comercial i havia treballat de comptable a la fàbrica de Josep M. Maynou. Era molt ben plantat i tenia molt d'èxit amb les noies, motiu pel qual despertà rivalitats, entre d'altres la d'un membre del Comitè de Canet de Mar. Quan el Comitè va votar si s'havien de matar als joves o als vells, en Miquel va ser l'únic jove inclòs en la saca col·lectiva. Fou assassinat el 15 de setembre de 1936 al despoblat del cementiri de Montcada (Vallès occidental). El cadàver presentà hemorràgies internes per arma de foc. Identificat amb el núm. 1.086 i inscrit als registres civils de Canet de Mar i de Premià de Mar.

### Pau Orriols Maltas
Nat a Vilassar de Mar (Maresme), domiciliat a Can Boteta de Premià de Mar. Tenia 57 anys, casat amb Francesca Rosés, pare d'un fill, era agricultor i propietari de terres. Era germà del sacerdot Mn. Joan Orriols que havia estat vicari a Premià el 1910. Set individus del comitè de Badalona —o bé de Granollers— se’l van endur de casa seva i el van assassinar a Font de Sera (Alella) el 20 d'agost de 1936. El cadàver presentava un tret al cor i dos al coll, va ser localitzat pel fill de la víctima, que va seguir de prop els assassins amb un camió. Sembla que hi van haver algunes instigacions a nivell local. La seva defunció apareix inscrita l'endemà al registre de Vilassar de Mar. L’autòpsia descriu una hemorràgia cerebral interna per ferida d'arma de foc.

### Frederic Rusca Galceran
Nascut a Premià de Mar, 39 anys. Assassinat el 10 de setembre de 1936 a Barcelona.

### Ignasi Cisa Duran
Natural de Premià de Mar, 32 anys, casat i pare de tres fills, germà del sacerdot Alfred Cisa. Una nit d'agost de 1936 es presentaren a casa seva uns membres del Comitè i el van invitar a acompanyar-los al cotxe aparcat davant del seu domicili. Ell, malfiant-se dels propòsits d'aquells homes, va fer veure que els obeïa i en sortir al carrer s'escapà. Va ser perseguit i li van disparar, però cap tret no el va tocar. 5 No obstant, en fugir va caure i es va trencar el braç. El metge Guillem Masriera li va fer la primera cura. Aleshores, va ser novament detingut i conduït al local del Comitè, però vist l'enrenou produït a la població, el van deixar tornar a casa. Pocs dies més tard va ser traslladat a l'Hospital de Sant Pau, a Barcelona, on s’havia de guarir. Al cap de quatre mesos tornà a Premià, però degut a la forta commoció experimentada en veure’s perseguit a trets pels carrers, ja no es recuperà i morí el 23 d'agost de 1940.

### Pau Solé Raventós
Nat a Castellví de la Marca (Alt Penedès), veí de Premià de Mar. Vivia a Can Dori (despoblat núm. 27), 62 anys, casat, pare de Mn. Pere Solé Gallofré, capellà de La Salle, també assassinat (Girona, 11 d’octubre de 1936). La matinada del 15 de setembre de 1936 va ser detingut a casa seva per quatre o cinc individus del Comitè de Premià. Junt amb la seva esposa, Filomena Gallofré, foren conduïts al local del Comitè Revolucionari. A les 3 de la matinada van deixar marxar la dona, però a ell el van retenir durant uns dies. Després va desaparèixer. Hom creu que fou assassinat al Coll de Parpers (Argentona). Al registre civil de defuncions d'Argentona, amb data 22 de setembre de 1936 apareix la inscripció d'un desconegut, assassinat al quilòmetre 10 de la carretera de Mataró a Granollers. No hi consten les dades personals donat que el cadàver, en estat de descomposició, no va ser identificat. També consta al registre civil de Premià de Mar (R. C. Premià 31. 4 de maig de 1942).

### Alfred Cisa Duran
Sacerdot, 45 anys, natural de Premià de Mar (2 de febrer de 1894). Serví de rector a la parròquia de Santa Maria d’Almúnia, agregat de Castellví de la Marca (Alt Penedès), de 1934 a 1936. En esclatar la guerra i després de una estada de tres mesos als boscos veïns de la parròquia, es va traslladar a Barcelona. Va ser detingut el 12 de novembre de 1936, amb el seu company de penalitats, Mn. Jaume Roca. Foren assassinats poc després de la seva detenció.

### Francesc Xavier Nogueras Ricart
Nat a Premià de Mar el 18 de novembre de 1902, capellà de 33 anys, d'ençà 1932 era vicari de l'església de Sant Josep a Barcelona. Assassinat, el 19 de juliol de 1936, davant de la seva església a la rambla de Santa Mònica per membres del Comitè d'aquella barriada.

### Pere Solé Gallofré
Sacerdot. Natural de Castellví de la Marca (Alt Penedès), va néixer l’1 de març de 1905. De 31 anys, capellà del noviciat dels Germans de les Escoles Cristianes (La Salle) de Premià de Mar d'ençà de 1935. Residia a Can Dori (despoblat 27, al costat del noviciat) juntament amb els seus pares Pau i Filomena. En els primers dies de la revolució la seva actuació va ésser admirable. Tots van ésser testimonis de la seva abnegació en exposar-se a perills de tota mena a fi de protegir la nombrosa Comunitat. En anar-se’n a França tots els germans, no va voler afegir-s’hi, sinó que es quedà amb la finalitat d’assistir els seus pares ja grans, enterrar en secret el germà director, que acabava de morir d’un infart, i custodiar els 105 novicis menors. Quan els nens van ser repartits en famílies, ja no podia romandre més temps a Premià i decidí sortir cap a França. Li concediren un salconduit, però a la frontera fou detingut sota el pretext que tenia una suma de diners destinada a pagar un deute, contret poc temps abans amb Lourdes. Va ésser tancat a la presó de Girona (Gironès) el 26 de juliol de 1936, on es va trobar amb un germà de La Salle d’aquesta població. Va ésser afusellat a Girona l’11 d’octubre de 1936, segons 6 testimoniatge del mateix germà, que va aconseguir salvar-se. No en van trobar el cadàver. Les possibles responsabilitats de la seva detenció parteixen de Premià de Mar. La seva defunció apareix inscrita al registre civil de Premià de Mar (R. C. Premià 30. 23 d’abril de 1942). Una placa de marbre a la capella del col·legi La Salle commemora la seva entrega a la comunitat i el seu martiri.

### Joan Ventura Campins
Natural de Vallromanes (Vallès Oriental), 44 anys, sagristà de la parròquia de Sant Cristòfol, solter, domiciliat al carrer de la Plaça núm. 15. Els primers dies de la revolució es traslladà a Vallromanes (Vallès Oriental), uns mesos més tard marxà a Barcelona, on va ser reconegut per un premianenc. Assassinat el 17 d'agost de 1936 a la Rabassada (Barcelona), rebé sepultura al cementiri barceloní del Sud-Oest. La seva defunció consta al registre civil de Barcelona.

### Andrea Solans Ballester
Beata. Natural de Lleida (Segrià), on va néixer el 3 d'abril de 1875, 61 anys, religiosa Caputxina (Divina Pastora), era germana del col·legi premianenc. Junt amb la germana Auxili Noguera van sortir de Premià de Mar, on estaven amagades en la casa dels senyors Estival, el dia 31 de juliol, per traslladar-se a Manresa. Però en el moment d'entrar a l'estació de metro a Barcelona, van ser reconegudes com a religioses i detingudes. Assassinada a l'Hospitalet de Llobregat, durant la nit del 31 de juliol a l'1 d'agost de 1936, juntament amb la seva companya G. Auxili Noguera, els seus cadàvers van ser sepultats al cementiri d’aquesta població. Va ser beatificada per l’Església Catòlica el 10 de novembre de 2018 al Temple Expiatori de la Sagrada Família.

### Auxili Noguera Manubens
Beata. Natural de Manresa (Bages) on havia nascut el 3 de juliol de 1870, 66 anys, religiosa de la Divina Pastora. Residia al col·legi de les monges de Premià de Mar en esclatar la guerra civil. Va ser detinguda a Barcelona juntament amb la germana Andrea Solans quan fugien de Premià per traslladar-se a la seva població natal. Fou assassinada a l'Hospitalet de Llobregat la nit del 31 de juliol a l'1 d'agost de 1936. Va ser beatificada per l’Església Catòlica el 10 de novembre de 2018 al Temple Expiatori de la Sagrada Família.

### Josep Puig i Moliné
Sacerdot. Sant Vicenç de Castellbisbal (Vallès Occidental), 1864. Rector de Premià de Mar des de 1904 fins a 1916. Sabem dels fets que visqué a Premià durant la Setmana Tràgica del juliol de 1909 i que va plantar cara als escamots revolucionaris que venien a incendiar la rectoria i l'església. Essent rector de Santa Maria de Sants, a Barcelona, fou assassinat la nit del 15 de setembre de 1936 al cementiri de Montcada (Vallès Occidental), a l'edat de 72 anys i després de 46 de vida sacerdotal. La parròquia de Santa Maria de Sants, on és enterrat, li va retre un homenatge.

### Onofre Tolosa Alsina
Beat. Salvi va néixer a Cassà de la Selva (Gironès) el 1880. Va ingressar en les escoles cristianes de La Salle amb el nom de germà Onofre. Va recórrer diverses escoles i el 1910 i durant molts anys exercí com a mestre a l'escola gratuïta que tenia el noviciat de La Salle de Premià de Mar. Després d’estar a Cambrils, Tarragona i Manlleu, en repòs, perquè la salut se li havia ressentit, la seva darrera destinació va ésser el Col·legi de la Bonanova de Barcelona, on ajudava en les tasques de comptabilitat. Quan va esclatar la Guerra Civil va córrer a refugiar-se al seu poble natal, amb el seu germà. Però, vist el perill, per prevenció es dirigí a Llagostera (Gironès) a refugiar-se a casa de la seva àvia. El comitè de Llagostera el va reconèixer tan bon punt el va veure, el va detenir i l’afusellaren a la carretera de Vidreres (La Selva). Era el 25 d’agost de 1936, tenia 56 anys. Acabada la Guerra, el seu cos va poder ésser recuperat i enterrat a Sant Martí Sesgueioles (Anoia). Va ésser beatificat el 28 d’octubre de 2007. Entre els 498 màrtirs hi havia un nombrós grup de 58 germans de les escoles cristianes.

### Benilde Josep Casademunt Ribas
Beat. Natural de Llofriu (Baix Empordà). De nom Francesc, neix el 7 de febrer de 1872. Religiós de les escoles cristianes amb el nom de Benilde Josep. Exercí com a germà en vàries escoles de La Salle i després va ser destinat al noviciat de Premià de Mar, on va viure durant 9 anys, de 1922 fins al 1930. L’inici de la Guerra Civil espanyola el va sorprendre essent director de la Casa Sant Josep de Cambrils (1931- 1936). Fou martiritzat a Tarragona el dia 26 d’agost de 1936. Tenia 64 anys i n’havia fet 50 de vida religiosa. Acabada la Guerra, el seu cos va poder ésser recuperat i enterrat a Sant Martí Sesgueioles (Anoia). Va ésser beatificat per l’Església Catòlica el 13 d’octubre de 2013, amb el grup de 522 màrtirs a Tarragona.

## Els dos bombardejos de l’aviació feixista sobre Premià de Mar: 5 víctimes[7]
23. ANNA COLL PLANA, 70 anys, mestressa de casa morí el 25 d’octubre de 1937.
24. JOSEP BORRELL MIRALLES (foto), 14 anys, estudiant, morí l’1 de novembre de 1937.
25. RICARD ROURES MARIMON, 37 anys, paleta, morí el 26 de gener de 1939.
26. Mª ISABEL GOICOCHEA RODRIGUEZ, 6 anys, refugiada basca, morí el 26 de gener de 1939.
27. PERE PAYTUVÍ CALLS, 62 anys, cartonatges, morí el 26 de gener de 1939. 8

## 52 soldats morts al front de guerra[7][8]
1. AGUIRRE PÉREZ, GUILLEM. Desaparegut el gener de 1939, durant la retirada
2. ALCARAZ SANCHEZ, SALVADOR. Mort a la Granja d’Escarp (Segrià) el 13 de novembre de 1938 per ferides d'aviació (30 anys)
3. ALSINA ARPÍ, JAUME. Mort al front de Suera (Plana Baixa), 1938
4. ANDRÉS SANZ, MANUEL. Desaparegut en acció de guerra a començaments de 1937 (39 anys)
5. BALLESTA, JOAN JOSEP. Milicià voluntari mort d'un tret al pit al front d'Aragó, gener de 1937
6. BOTELLA, JOAN.
7. BRAS MARCH, JOAN. Mort el 7 juny de 1942, a l'Hospital de Mataró (Maresme). Lleva de 1936
8. CABOT, GRAUPERA, JOSEP. Mort a la serra de Pàndols (Terra Alta), l’octubre de 1938 (34 anys). Natural d'Arenys de Mar (Maresme), vinculat a Premià de Mar
9. CAPDEVILA PRAT, LLUÍS. Lleva 1941, mort de ferida gangrenada a la batalla de l'Ebre, 1938
10. CARRASCO GIMÉNEZ, ANTONIO. Mort per ferides de metralla d'un obús al front de Madrid (Castella), 1938 (23 anys)
11. CASANOVAS MORELL, JOSEP. Mort el 23 de maig de 1938 (28 anys) per ferides, al front de Balaguer (La Noguera)
12. CISA MAS, JAUME. Maquinista naval, mort el 30 de maig de 1937 en el torpedinament del vaixell "Ciudad de Barcelona" davant de Malgrat de Mar
13. CONESA SANCHEZ, JOAN. Mort a Balaguer (La Noguera) el 14 de desembre de 1938 per ferides de bombardeig (34 anys)
14. COROMINAS.
15. CREUS FONT, ABELARD. Ferit a la batalla de l'Ebre, el 1938 mor de tifus a Valls (Alt Camp)
16. CREUS FONT, JAUME. Mort a Valls (Alt Camp) el 13 de desembre de 1938 per ferides de metralla a un refugi (36 anys)
17. DURAN SALAT, PERE. Infanteria de marina. Mort a Barcelona el 7 de gener de 1939 9
18. ESCÁMEZ FERNÁNDEZ, GENÍS. Mort el 1938. Natural de Bullas (Múrcia), vinculat a Premià de Mar.
19. ESTIVAL CISA, ROMÀ. Mort a l'Hospital Militar de Saragossa (Aragó)
20. FERNANDEZ CABALLERO, JOAQUIM. Lleva 41/42 (Lleva del biberó). Mort en combat a la batalla de l'Ebre (1938)
21. FONT MAS, FÈLIX. Mort al front de guerra el 1939 als 28 anys (R.C. 25 de maig de 1940) 
22. FORCADELL LÁZARO, AGUSTÍ. Mort l’11 de novembre de 1938 a Ascó (Ribera d’Ebre)
23. HERNÁNDEZ.
24. ILLA PRAT, JAUME. Mort a Vilanova de Prades (Conca de Barberà) el 4 de gener de 1939 per ferides de metralla d'un bombardeig aeri quan les tropes republicanes ja anaven en retirada (32 anys) 
25. JARQUE BADENAS, JOAN. Desaparegut en acció de guerra a inicis de 1938 (36 anys) 
26. JUAN VICENTE, JOSEP. Mort el 28 de novembre de 1938 a Serós (Segrià), tocat per un projectil (28 anys) 
27. MARTÍ TRIAS, JOSEP. Mort a l'hospital militar de Cervera (Segarra). Natural de Premià de Dalt 
28. MARTÍNEZ URIBE, ANTONIO. Desaparegut el febrer de 1938, en acció de guerra a Tarragona. (36 anys) 
29. MAYMÚS GRAU, MIQUEL. Mort en combat, lleva de 1937 
30. MAYMÚS GRAU, JOSEP.
31. NADAL PORTELLA, ANTONI. Desaparegut el setembre de 1937. Natural de Barcelona, vinculat a Premià de Mar.
32. NASPLEDA FONT, FERRAN. Mort a Cartagena (Múrcia), el 6 de març de 1939, en l'enfonsament del vaixell "Castillo de Olite". (38 anys)
33. NIUBÓ NICOLAU, MANUEL. Desaparegut al front de l'Ebre, 1938
34. PALLARÉS CREUS, JOSEP M. Mort al Segre, el 3 de desembre de 1938, per ferides d’arma de foc en combat (26 anys) 10
35. PARCIVA EDO, JOSEP. Tinent d'infanteria
36. PÉREZ NAVARRO, ADOLF. Mort el setembre de 1938 al front de l'Ebre
37. PETIT BERTAS, JOAQUIM. Mort en acció de guerra a Gratallops (Priorat) el 6 de gener de 1939
38. PLA MARCH, MIQUEL. Mort al camp de presoners de Burgo de Osma (Castella), 1939
39. PLA VERGÉS, FAUST. Mort el 8 de març dE 1939, a l'Hospital Provincial de Navarra
40. PLANAS PONS, JAUME
41. PUECH AMETLLER, LLUÍS. Mort el 9 de març de 1940 
42. RIUS CALVET, ANDREU. Mort l'agost de 1938 a Corbera d’Ebre (Terra Alta) 
43. ROCA LLOPIS, FRANCESC. Mort a Peníscola (Baix Maestrat). Tinent de l'exèrcit franquista 
44. ROCA MORALES, ISMAEL. Desaparegut 
45. ROCA MORALES, JOSEP. De la lleva de 1941 (Lleva del biberó). Ferit a l'Ebre, mort de gangrena a l'hospital de Manresa (Bages), 1938 
46. ROMAN PÉREZ, JOAN. Mort al front de Cabeza de Buey-Pozoblanco (Extremadura) el 23 de març de 1939 (29 anys). Natural de Teià (Maresme) 
47. SANCHEZ TOMAS, SALVADOR. Desaparegut el 20 d'octubre de 1938 al front de l'Ebre 
48. SOLÀ, PAU. Lleva 1941 (Lleva del biberó). Mort al front d'Aragó 
49. SIBERTA PUJOL, RAFAEL. Mort al front de l'Ebre el setembre de 1938 
50. TORRENTS XIVILLÉ, PAU. Mort en combat, lleva de 1937. Vivia a Vilassar de Dalt, vinculat a Premià de Mar.
51. XARRIÉ SOLÀ, SALVADOR. Mort el 8 d’octubre de 1939 d'accident automobilístic. Batalló de treballadors núm. 89, 2a companyia, enterrat a Sant Sebastià (Euskadi). Natural de Premià de Dalt (Maresme) 
52. XIVILLÉ FORNS, ANDREU. Desaparegut el mes d'agost de 1937 a Belchite (Aragó)